# Contratto di lavoro a tempo determinato
Il contratto di lavoro a tempo determinato, nel diritto del lavoro italiano è un tipo di contratto di lavoro subordinato. Dal punto di vista giuridico il termine è infatti un elemento accessorio del contratto di lavoro subordinato.
Ciò che lo distingue dal contratto di lavoro a tempo indeterminato è l'apposizione di un termine, il contratto in tal modo è quindi sottoposto a una scadenza, al cui verificarsi, il rapporto di lavoro cessa automaticamente.

## Evoluzione storica

### La legge n. 230/1962
L'art. 1 della legge 18 aprile 1962, n. 230, prevedeva la presunzione della durata di un contratto di lavoro a tempo indeterminato,  contemplando tuttavia la possibilità di stipulare (e prorogare) un contratto di lavoro a termine solo in determinate e tassative ipotesi quali ad esempio: lo svolgimento di attività stagionali; la sostituzione di lavoratori con diritto alla conservazione del posto; l'esecuzione di lavori predeterminanti aventi durata predefinita nel tempo. Il contratto doveva essere stipulato in forma scritta, tranne che nel caso il rapporto non avesse durata superiore a dodici giorni lavorativi, e doveva contenere la durata del termine oltreché le ragioni della sua associazione.
Esso poteva essere prorogato esclusivamente una sola volta. La violazione di tali previsioni comportava la trasformazione a tempo indeterminato del contratto.

### Il "pacchetto Treu" del 1997
Durante il governo Prodi I vennero emanate una serie di norme nel 1997, dette "pacchetto Treu", che per la prima volta nella legislazione del diritto del lavoro in Italia introdussero forme di lavoro a tempo determinato, in particolare l'istituto del "lavoro interinale" e del "contratto di collaborazione coordinata e continuativa".

### Il d.lgs. n. 368/2001
Il decreto legislativo 6 settembre 2001, n. 368, emanato durante il governo Berlusconi II in attuazione della direttiva dell'Unione Europea 1999/70/CE relativa all'accordo quadro CES, UNICE (Unione delle Confederazioni Europee dell’Industria e dei Datori di lavoro) e CEEP (Centro Europeo delle Imprese Pubbliche) sul lavoro a tempo determinato, ha liberalizzato la disciplina dei contratti a termine abrogando la legge del 1962, aggiungendo ai requisiti per la valida instaurazione di un rapporto di forma e di sostanza, già richiesti dalla previgente disciplina, nuove prescrizioni di tipo quantitativo e negativo, ovvero:
- Forma: scritta ad substantiam; l'apposizione del termine, così come le relative ragioni giustificatrici, deve risultare da atto scritto.
- Sostanza: ragioni di carattere tecnico, produttivo, organizzativo o sostitutivo.
- Limiti quantitativi: la cui individuazione è rimessa ai CCNL di categoria.
- Divieti: la norma impedisce di fare ricorso a contratti di lavoro a termine nei seguenti casi (tassativi):
  - sostituzione di scioperanti;
  - trattamento di integrazione salariale in corso, per personale con le stesse mansioni;
  - imprese inadempienti all'obbligo di valutazione dei rischi ai sensi del d.lgs. 19 settembre 1994, n. 626;
  - unità produttive interessate, nel semestre precedente, da licenziamenti collettivi di lavoratori impegnati nelle stesse mansioni (salvo diversa disposizione degli accordi sindacali).

In caso di violazione dei requisiti di forma, di sostanza o dei divieti imposti, il rapporto di lavoro si considera a tempo indeterminato fin dall'origine.
Il termine del contratto può essere prorogato, col consenso del lavoratore, per una sola volta e per la stessa attività lavorativa, purché sussistano ragioni oggettive e la durata complessiva del rapporto non superi i tre anni. Se il rapporto continua di fatto dopo la scadenza del termine, si considera a tempo indeterminato a partire dal ventesimo o trentesimo giorno di continuazione, a seconda che il termine fosse inferiore o superiore a sei mesi. Allo stesso modo, il rapporto si considera a tempo indeterminato se il lavoratore viene riassunto entro 10/20 giorni dalla scadenza del termine (sempre a seconda che la durata del contratto sia inferiore o superiore a sei mesi).
Il rapporto di lavoro deve svolgersi nel rispetto del principio della parità di trattamento tra i lavoratori assunti a tempo determinato e quelli assunti a tempo indeterminato.

### La legge Biagi del 2003
Il d.lgs 10 settembre 2003, n. 276 - emanato sulla base della legge delega 14 febbraio 2003, n. 30 - introdusse nuove tipologie di contratti di lavoro a termine, come quella del contratto a progetto nonché l'istituto della somministrazione di lavoro stabilendo che essa potesse essere sia a tempo determinato sia indeterminato.

### La riforma del lavoro Fornero del 2012
Durante il governo Monti, la legge 28 giugno 2012, n. 92, modificando l'art. 1 del decreto legislativo del 2001, stabilì che il contratto di lavoro subordinato a tempo indeterminato costituisce la forma comune di rapporto di lavoro, ma che tale prescrizione non sia richiesta nel caso ci sia instaurato un primo rapporto di lavoro subordinato di durata non superiore a dodici mesi quali che siano le mansioni cui venga adibito il lavoratore dipendente, sia nel caso di somministrazione di lavoro a tempo determinato.
Inoltre secondo tale riforma, i contratti collettivi stipulati dalle organizzazioni sindacali dei lavoratori e dei datori di lavoro più rappresentative sul piano nazionale possono prevedere, direttamente a livello interconfederale o di categoria ovvero in via delegata a livello decentrato, che la presunzione della durata a tempo indeterminato non operi nei casi in cui l'assunzione a tempo determinato o la missione nell'ambito del contratto di somministrazione a tempo determinato avvenga nell'ambito di un processo organizzativo previsto dalla legge e comunque, nel limite complessivo del 6% del totale dei lavoratori impegnati in una unità produttiva.

### Il decreto Poletti ed ilJobs Act
Il decreto Poletti emanato durante il governo Renzi ha liberalizzato totalmente le assunzioni a tempo determinato, oltre a stabilire la durata massima del contratto in 36 mesi. Dunque la legge pone, quale concreto e unico limite delle assunzioni a termine, lsa presenza di un tetto massimo per le stesse. In particolare, nelle imprese fino a 5 dipendenti è sempre possibile assumere lavoratori a termine (non si impone alcun rapporto percentuale rispetto ai lavoratori non a termine); diversamente, nelle imprese con organico superiore a 5 dipendenti, il numero complessivo di contratti a termine stipulati dal datore non può superare il 20% del numero dei dipendenti. In caso di violazione del limite percentuale in questione, il datore di lavoro è soggetto a pesanti sanzioni amministrative di natura pecuniaria: per ogni lavoratore assunto in eccedenza la sanzione è pari al 50% della retribuzione del lavoratore per ogni mese di lavoro (20% se si tratta di un solo lavoratore in più). Per la legittimità delle assunzioni a termine è posto l'obbligo della forma scritta del contratto, che deve riportare il termine di scadenza del rapporto. In mancanza di forma scritta, l'apposizione del termine è priva di effetto e il lavoratore si intende assunto a tempo indeterminato.
Con la riforma del Jobs Act cui al d.lgs 4 marzo 2015, n. 23 - in vigore dal 07 marzo dello stesso anno - a partire da tale mese, il contratto a tempo indeterminato ha cessato di esistere per i nuovi assunti nel settore privato, e viene sostituito dal cosiddetto contratto a tempo indeterminato a tutele crescenti, che prevede l'applicazione dell'articolo 18 dello statuto dei lavoratori dopo i primi tre anni di lavoro, ma in forma del tutto diversa dal contratto a tempo indeterminato precedente: la reintegrazione nel posto di lavoro è limitata ai casi di licenziamento discriminatorio e alcune fattispecie di licenziamento per giusta causa, e tendenzialmente sostituita dalla conciliazione e da una indennità economica. Nonostante il d.lgs. 15 giugno 2015, n. 81 abbia ribadito che il contratto di lavoro subordinato a tempo indeterminato costituisce la forma contrattuale comune di un rapporto di lavoro, in conseguenza dell'entrata in vigore delle nuove norme per gli assunti a tempo determinato (e con qualsiasi altra forma contrattuale) ovvero dopo tre anni è prevista la conversione al nuovo contratto.

### Il "decreto dignità" del 2018
Il decreto-legge 12 luglio 2018, n. 87 (convertito in legge 9 agosto 2018, n. 96, detto anche "decreto dignità") modificando il d.lgs. 15 giugno 2015, n. 81, ha ridotto la durata massima del contratto a tempo determinato da 24 a 12 mesi nonché le proroghe massime che vengono ridotte da 5 a 4. Nel contempo sono state aumentati il limiti dell'indennità da corrispondere in caso di licenziamento illegittimo elevandolo da quattro a sei mensilità retributive, e modificando anche l'importo dell'offerta di conciliazione da parte del datore di lavoro.

### Il "decreto lavoro" del  2023
A seguito delle modifiche apportate dal decreto legge 4 maggio 2023, n. 48 - convertito in legge 3 luglio 2023, n. 85 - i mesi di contratto a termine precedenti al 5 maggio 2023 non influenzeranno il superamento dei 12 mesi iniziali, ma saranno rilevanti per la durata massima di 24 mesi.
Nel dettaglio le innovazioni riguardano la conferma delle nuove causali sostituendo le precedenti introdotte dal precedente decreto del 2018), le principali includono:
- esigenze temporanee e sostituzione di lavoratori;
- incrementi temporanei non programmabili dell’attività;
- scenari basati su contratti collettivi e esigenze tecniche o sostitutive.

Eccezioni sono previste in diverse ipotesi e soggetti  come contratti stagionali, pubbliche amministrazioni e università private. Ulteriori modifiche riguardano i rinnovi contrattuali sotto i 12 mesi e la considerazione dei contratti stipulati a partire dal 5 maggio 2023. IN base a tali ultime disposizioni è stato osservato che le imprese debbano gestire attentamente i contratti futuri, evitando errori che potrebbero trasformare contratti a termine in contratti a tempo indeterminato.

## Analisi
Non possono essere effettuate assunzioni a termine nei seguenti casi:
- per la sostituzione di lavoratori che esercitano il diritto di sciopero;
- presso unità produttive nelle quali si sia proceduto, entro i 6 mesi precedenti, a licenziamenti collettivi;
- presso unità produttive nelle quali sia operante una sospensione dei rapporti o una riduzione dell'orario, con diritto al trattamento di integrazione salariale, che interessino lavoratori adibiti alle stesse mansioni cui si riferisce il contratto a termine;
- da parte delle imprese che non abbiano effettuato la valutazione dei rischi per la sicurezza sul lavoro.

### Durata massima
Salvo diverse previsioni previste dalla contrattazione collettiva, la durata massima di un contratto di lavoro a termine è fissata a dodici mesi, prorogabile per un numero massimo di quattro volte nell'arco di ventiquattro mesi a prescindere dal numero dei contratti. Può essere superiore a 12 mesi previo obbligo di motivazione solo nelle ipotesi espressamente delineate dalla legge, ovvero:
- esigenze temporanee e oggettive, estranee all'ordinaria attività;
- ragioni sostitutive;
- esigenze connesse a incrementi temporanei, significativi e non programmabili dell'attività ordinaria.

Ai fini del calcolo del limite di durata devono essere considerati tutti i rinnovi del contratto, nonché le proroghe e i periodi di tempo in cui il lavoratore ha svolto la stessa attività in regime di somministrazione di lavoro a tempo determinato. Nel caso di violazione del limite di durata complessiva, il rapporto di lavoro viene trasformato a tempo indeterminato dalla data di superamento dei 12 mesi.

### Proroga
È ammessa la proroga del contratto a tempo determinato, è necessario però che sussistano oltre al consenso del lavoratore dipendente, le seguenti condizioni:
- esigenze temporanee e oggettive, estranee all'ordinaria attività;
- esigenze sostitutive di altri lavoratori;
- esigenze connesse a incrementi temporanei, significativi e non programmabili, dell'attività ordinaria.

### Prosecuzione temporanea alla scadenza
Il rapporto di lavoro a tempo determinato si risolve automaticamente alla scadenza del termine. Ma in considerazione del fatto che, alla scadenza programmata può permanere una ragionevole e oggettiva necessità di ultimare le attività lavorative in corso, è possibile proseguire il rapporto di lavoro entro determinati intervalli. Infatti, scaduto il contratto, l'attività può proseguire:
- fino a ulteriori 30 giorni dalla scadenza se il contratto è di durata inferiore ai 6 mesi;
- fino a 50 giorni dalla scadenza se il contratto è di durata pari o superiore ai 6 mesi.

Il datore di lavoro ha l'obbligo di corrispondere al lavoratore una maggiorazione sulla retribuzione, il cui importo varia in base ai giorni di prosecuzione. Alla scadenza dei termini massimi di prosecuzione del contratto, il rapporto di lavoro a tempo determinato deve interrompersi. In caso contrario scatta infatti la sanzione della conversione del rapporto: il contratto di lavoro si considera a tempo indeterminato dalla scadenza dei predetti termini.

### La riassunzione del lavoratore al termine
È possibile riassumere il lavoratore, alla scadenza del contratto a termine, con un nuovo contratto a tempo determinato. Unica condizione posta dalla legge è che siano osservati determinati intervalli di tempo tra un contratto e l'altro. Per riassumere nuovamente a termine lo stesso lavoratore, è necessario che trascorrano:
- 10 giorni dalla data di scadenza di un contratto di durata fino a 6 mesi;
- 20 giorni dalla data di scadenza di un contratto di durata superiori a 6 mesi.

Qualora venissero effettuate due assunzioni successive a termine senza alcuna soluzione di continuità, vi è una presunzione assoluta di frode. A tale violazione l'ordinamento risponde con la sanzione più grave, prescrivendo la trasformazione del rapporto di lavoro in lavoro a tempo indeterminato dalla data di stipulazione del primo contratto.

## Nella pubblica amministrazione
Nel settore pubblico le regole sono più restrittive, in quanto non vale la trasformazione automatica in tempo indeterminato: tale regime – a differenza dei rapporti di lavoro privato – deriva dall'articolo 97 della Costituzione.
L’art. 36 del Testo unico sul pubblico impiego (D.Lgs. 165/2001) stabilisce infatti che:
“L'eventuale violazione di disposizioni imperative riguardanti l'assunzione o l'impiego di lavoratori [...] non può comportare la costituzione di rapporti di lavoro a tempo indeterminato con le pubbliche amministrazioni”.
Se quindi si superano i limiti di durata o di proroga, il lavoratore può ottenere un risarcimento del danno, ma non la stabilizzazione automatica; restano salvi i meccanismi ordinari di reclutamento, cioè i concorsi o le procedure selettive - anche semplificate, come avvenuto con l'articolo 20 del D.Lgs. 75/2017 per alcune fattispecie di precariato entro una certa data - purché previsti dalle rispettive amministrazioni.